# Carimbo

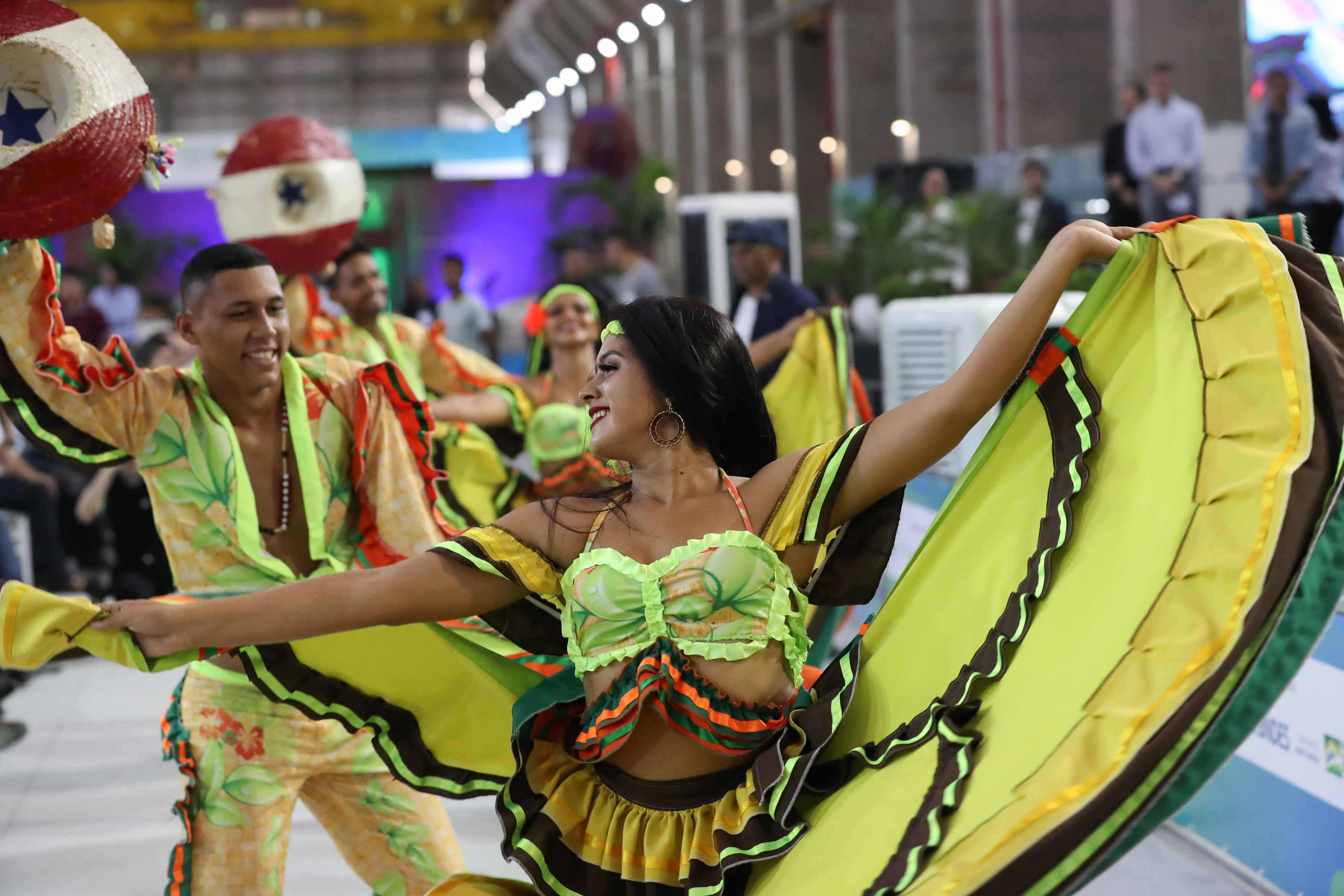
Carimbo

Le carimbo (carimbó en portugais) est un terme désignant plusieurs éléments du patrimoine musical brésilien :
- un tambour taillé dans un tronc d'arbre — plutôt orthographié curimbó —, sur lequel une peau de cerf est tendue ;
- une danse d'origine indigène exécutée sur un rythme joué sur le tambour carimbo ;
- un rythme musical typique de Belém dans l'État du Pará au Brésil[1], mélange des traditions venues de l'Inde, de l'Afrique et du Portugal. Pinduca (pt) (inventeur de la lambada) et Dona Onete sont parmi les artistes les plus connus de ce style.